# Partito Socialista Progressista
Il Partito Socialista Progressista (in arabo الحزب التقدمي الاشتراكي‎?, al-Ḥizb al-Taqaddumi al-Ishtirākī) è un partito politico libanese, membro dell'Alleanza del 14 marzo. Il partito venne fondato nel 1949 sotto la guida di Kamal Jumblatt e adottò posizioni socialiste, progressiste, secolariste e nazionaliste arabe, sfidando la struttura settaria della politica libanese. Ufficialmente aconfessionale, la base del partito fu costituita inizialmente perlopiù da professionisti della classe media, prevalentemente cristiani; il partito divenne poi progressivamente sempre più associato alla comunità drusa e alla famiglia Jumblatt a partire dagli anni 1970. Il partito diventò uno dei principali componenti del Movimento Nazionale Libanese nell'ambito della guerra civile in Libano e si alleò con l'Organizzazione per la Liberazione della Palestina contro le milizie del Fronte Libanese; il partito si asserragliò nello Shuf, dove istituì un'area autonoma controllata attraverso l'Esercito Popolare di Liberazione.

## Storia

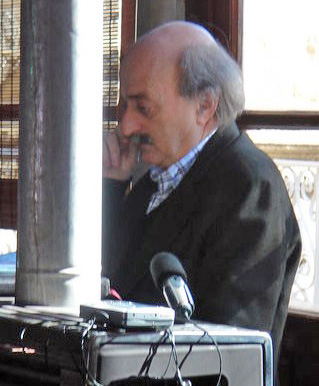
Walid Jumblatt, presidente del partito dal 1977 al 2023 e figlio di Kamal Jumblatt, suo fondatore

È stato fondato nel 1949 dal leader druso Kamal Jumblatt. Morto questi nel 1977 in un attentato che si pensa organizzato dalla Siria (che aveva di fatto occupato il paese con la FAD e che era avversata dal PSP dopo aver inizialmente posto fine alla guerra civile libanese, usufruendo del sostegno dello stesso Jumblatt), il partito fu guidato dal figlio, Walid Jumblatt. Il partito aveva anche una milizia paramilitare.
Benché laico, il partito ha una base strutturalmente confessionale, radunando la maggioranza dei drusi dello Shuf, mentre chi non aderisce al Partito Socialista Progressista aderisce per lo più al più piccolo partito Yazbaki, guidato dall'emiro Talal Arslan, appartenente alla non meno importante famiglia drusa degli Arslan. Un altro antagonista del PSP fu Farid Hamadé, un druso morto nel 1999.
Nelle elezioni legislative del 2009 il partito faceva parte della coalizione anti-siriana "Alleanza del 14 marzo", insieme con il Movimento il Futuro, le Falangi Libanesi e le Forze Libanesi, che vinse le elezioni. Il partito ottenne dieci seggi.
Alle elezioni del 2018 ottiene 9 seggi.